# Pop-corn
 (janvier 2025).
Pour les articles homonymes, voir pop-corn (homonymie).
Le pop-corn, popcorn, maïs soufflé ou maïs éclaté est une céréale soufflée produit par un chauffage fort de grains de maïs. Il existe relativement peu de variétés de maïs à éclater, capables de produire du pop-corn : Amber Pop, Pearl Pop ou Zea mays var. everta, par exemple, mais il en existe d'autres. Ces maïs donnent des grains plus petits que le maïs commun, mais avec un albumen beaucoup plus résistant et un taux d'eau de plus de 14%.
Son nom provient de « pop », qui veut dire « éclater » en anglais et « corn », qui signifie « maïs » en anglais américain.

## Histoire
- Préhistoire

Des preuves archéologiques suggèrent que des variétés spéciales de maïs, capables de produire des grains qui éclatent lorsqu'ils sont chauffés, étaient consommées par les Amérindiens il y a plus de 5 000 ans[réf. nécessaire].
- XIXe siècle;

En 1891, Charles Cretors invente une machine ambulante et roulante qui permet de griller des cacahuètes, rôtir des châtaignes et préparer du popcorn. Il présente son invention lors de l'exposition universelle de Chicago, en 1893,c'est l'invention du pop-corn moderne, qui deviendra une collation populaire lors des foires et des carnavals. Les vendeurs ambulants vendaient des sacs de pop-corn dans les rues.
- Grande Dépression (années 1930) :

Pendant la Grande Dépression, le pop-corn est devenu encore plus populaire en raison de son coût abordable. Il était considéré comme une collation économique pendant une période difficile.
- Années 1950 et 1960 :

Le pop-corn est devenu étroitement associé aux cinémas, devenant une collation incontournable pendant les séances de films.
- Époque contemporaine :

Au fil des décennies, le pop-corn est resté une collation appréciée, évoluant avec des variantes sucrées, salées et même aromatisées. Il est devenu un incontournable des divertissements à domicile, des événements sportifs et des festivals. .

## Formes

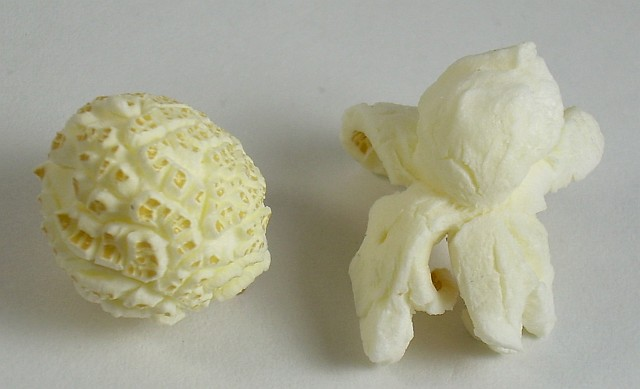
Forme de maïs éclaté « champignon » (à gauche) et « papillon » (à droite).

Le maïs à pop-corn peut éclater sous deux formes différentes : Mushroom (champignon) ou Butterfly (papillon). La forme papillon est généralement plus appréciée, mais la forme champignon est plus souvent utilisée par les industriels pour les pop-corn enrobés (au caramel par exemple). Des variétés de maïs ont été développées à la fin des années 1990 pour produire des pop-corn exclusivement champignon ou papillon.

## Mécanisme de l'éclatement du maïs

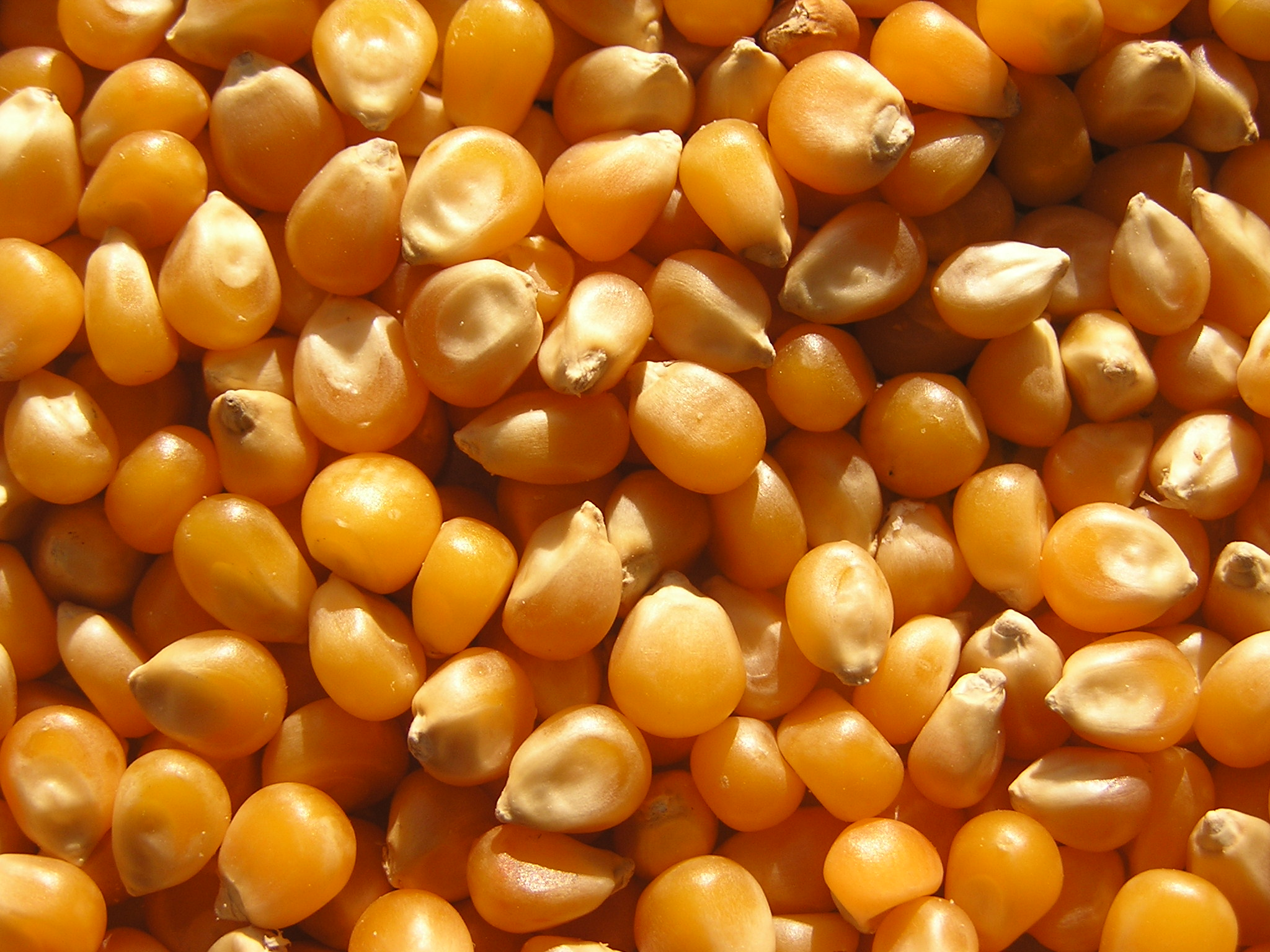
Maïs utilisé pour le pop-corn

L'intérieur des grains de maïs à pop-corn est en grande partie composé d'amidon sous forme de granules, lesquels contiennent de l'eau entre 8 et 25 %. Lorsque l'on fait chauffer les grains, l'eau contenue dans le granule entre en ébullition et se transforme en vapeur. Elle se concentre alors au centre du granule, repoussant l'amidon en périphérie. Celui-ci, du fait de la température et de la pression, commence à cuire et devient visqueux, permettant l'agglutination des granules entre eux. Aux alentours de 180 °C, comme la vapeur occupe un plus grand volume que l'eau liquide, l'enveloppe est alors soumise à une forte pression et se rompt subitement.
Des études montrent que pour un éclatement optimal, le grain doit avoir une teneur en eau de l’ordre de 14 %.

### Température de cuisson
L'éclatement du grain est sensible à la vitesse à laquelle les grains sont chauffés. Si on chauffe trop rapidement, la vapeur d'eau dans les couches externes du noyau peut atteindre une pression élevée et rompre la coque avant que l'amidon dans le centre du noyau puisse pleinement se gélifier, conduisant à un grain partiellement sauté avec le centre dur.
Un chauffage trop lent donnera également des grains non entièrement éclatés car la pointe du grain, par où il s'attache à l'épi, n'est pas totalement étanche à l'humidité, et lorsqu'il est chauffé lentement, la vapeur peut s'échapper de la pointe et empêcher la hausse de pression qui brise la coque.
Les producteurs et vendeurs de pop-corn considèrent donc deux facteurs comme importants dans l'évaluation de la qualité du pop-corn : le pourcentage des grains éclatés et le volume d'expansion. L'expansion est un facteur important à la fois pour le consommateur et pour le vendeur. Pour le consommateur, les gros pop-corn ont tendance à être plus tendres et sont associés à une qualité supérieure. Pour le producteur, distributeur et vendeur, l'expansion est étroitement corrélée à un but lucratif : les vendeurs achètent du pop-corn au poids et le revendent au volume. Pour ces deux raisons, davantage d'expansion du pop-corn génère un profit plus élevé par unité de poids.

## Maturité du grain

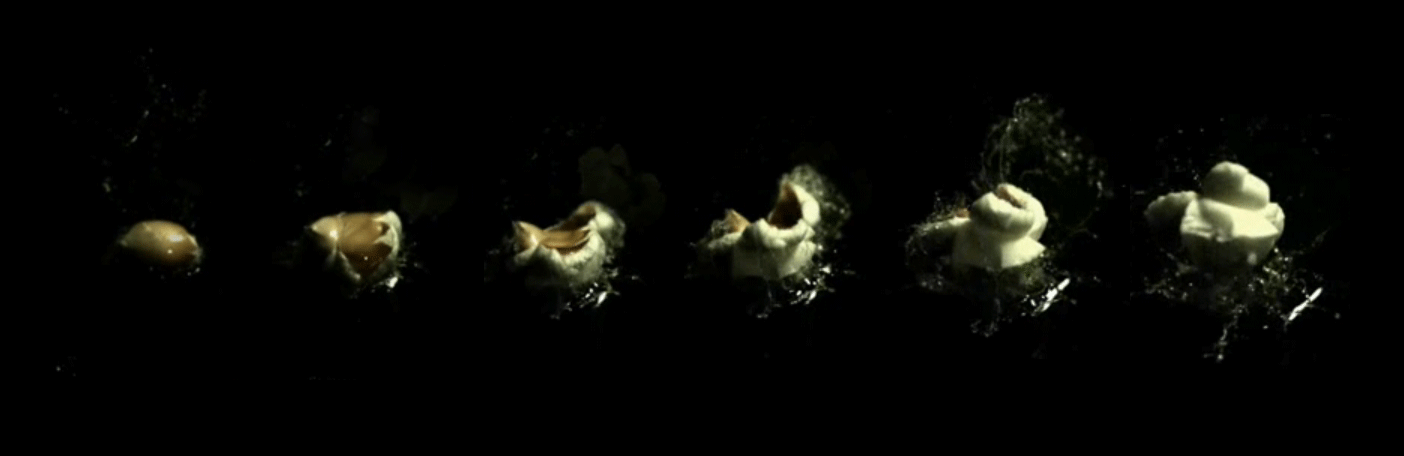
Éclatement d'un grain de maïs

Pour bien éclater, le grain ne doit être ni trop humide ni trop sec.
Le maïs à pop-corn peut éclater lorsqu'il est fraîchement récolté, mais pas très bien, car sa teneur en humidité élevée conduit à une expansion faible. Les grains avec un taux d'humidité élevé sont également sensibles à la moisissure pendant le stockage. Pour ces raisons, les producteurs et les distributeurs de popcorn font sécher les grains jusqu'à ce qu'ils atteignent un niveau d'humidité optimum qui diffère selon la variété et les conditions, mais il est généralement de l'ordre de 14-15 % d'humidité en poids.
Si les grains sont trop secs, le taux d'expansion en souffrira et le pourcentage de grains qui éclatent va diminuer.
Alors que les grains de maïs à pop-corn peuvent être de différentes couleurs, le maïs soufflé est toujours jaune crème ou blanc, car c'est seulement la coque (ou péricarpe) qui est colorée.

## Utilisation

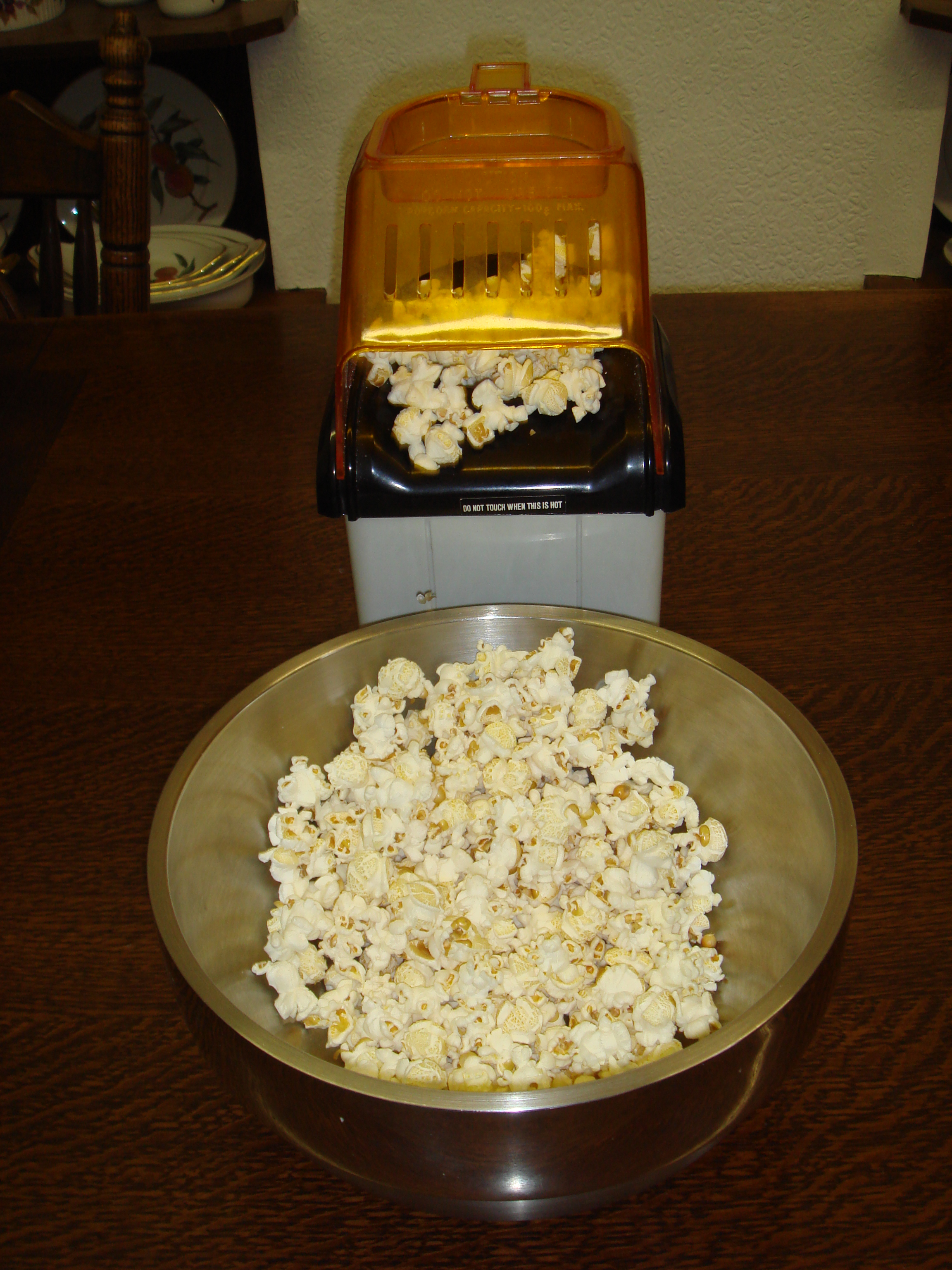
Machine à fabriquer le pop-corn.

Le pop-corn se consomme nature, au beurre, salé ou sucré, mais on peut aussi le consommer assaisonné, avec du chocolat, du caramel, des épices, entre autres.
Ses propriétés élastiques sont proches du polystyrène expansé et permettent son utilisation dans l'emballage des objets fragiles, avec l'avantage d'être, par essence, biodégradable.
Il est très souvent vendu dans des salles de cinéma aux États-Unis depuis la Grande Dépression et est devenu un symbole de l'industrie cinématographique (en particulier américaine). C'est un commerce très lucratif, dégageant une marge de 2500%[réf. souhaitée] . Le magazine Sight & Sound a calculé que les salles de cinéma ont engrangé chaque année 1,4 milliard[réf. souhaitée] de dollars en moyenne grâce à la seule vente de pop-corn. Ce succès possède cependant un revers, en effet le cinéma « pop-corn » est un qualificatif souvent négatif, désignant un film  sans grande valeur artistique ou culturelle. Le mangeur de pop-corn représente par ailleurs l'archétype du bruit parasite.

## Machine à popcorn
Afin de produire le popcorn en continu, une machine à popcorn comporte un petit récipient de chauffe, alimenté en huile et en maïs de telle manière qu'il soit presque vide. Lorsqu'un grain éclate, il saute hors du récipient, et passe dans le réservoir.

## Source
- J.-M. Courty, E Kierlik, Le pop-corn, c'est emballant, Pour la science, décembre 2006, p. 152-153.
- Qui a Inventé le Pop-corn ? | Le Confiseur (le-confiseur.com)
- Les origines surprenantes (et plurimillénaires) du pop-corn, star des cinémas (europe1.fr)